# 晋华集成电路
福建省晋华集成电路有限公司（简称晋华集成电路，JHICC）是福建省电子信息集团、晋江能源投资集团有限公司等共同出资设立的先进集成电路生产企业。

## 发展历史
根据晋华自己网站介绍，其在2016年2月成立后，至5月与台湾联华电子签署技术合作协议，开发DRAM相关制程技术。
2016年7月16日，晋华集成电路与台湾联华电子技术合作建设的福建省晋华存储器集成电路生产线项目开工。项目位于泉州晋江集成电路产业园，总规划面积594亩，一期投资370亿元。建设内容包括晶圆制造、产业链配套等，预计2018年9月形成月产6万片12寸先进制程内存晶圆的生产规模，填补中国主流存储器领域空白。
2018年10月，受到美国商务部禁运限制，使其生产受到制约；但有消息指其仍在运作。

## 与美光诉讼
2017年12月11日，美光科技在美国加利福尼亚州的一家联邦地方法庭提交了诉状，指控台湾的联华电子以及福建省晋华集成电路公司盗用了自身的内存芯片技术。
2018年1月22日，晋华集成电路向福州市中级人民法院对美光科技侵权行为提起诉讼，请求判令美光立即停止侵犯晋华专利的行为，包括但不限于停止加工、使用、进口、销售、许诺销售侵犯晋华专利的任何侵权产品，以及立即销毁全部库存侵权产品及加工、使用侵权产品之全部相关机台等设备；并请求赔偿金额达人民币1.96亿元。其中，诉讼中提到的相关侵权产品为美光制造、生产、加工、进口、使用、销售、许诺销售的Crucial MX300 2.5-inch SSD 525GB固态硬盘以及Crucial DDR4 2133 8G笔记本内存条。公司声明：“国际寡头刻意营造技术封锁，甚至采取无端指责国内新进企业之方式意图继续维持垄断控制格局，已严重违反市场经济的原则，也妨碍国家战略的实施。晋华作为内存产业的新进入者，始终高度重视知识产权保护，并将继续积极捍卫自身权益，坚决依法采取各种维权措施，对于任何涉嫌侵犯晋华专利权的行为绝不姑息。”
7月3日，福州市中级人民法院裁定美光半导体销售（上海）有限公司立即停止销售、进口十余款Crucial英睿达固态硬盘、内存条及相关芯片，并删除其网站中关于上述产品的宣传广告、购买链接等信息。同时裁定美光半导体（西安）有限责任公司立即停止制造、销售、进口数款内存条产品。
2018年10月29日，美国商务部声明称，已经把福建晋华集成电路有限公司（Fujian Jinhua Integrated Circuit Co.）列入商务部实体名单，限制对其出口，原因是该公司新增的存储芯片生产能力将威胁到为军方提供此类芯片的美国供应商的生存能力。早些时候纽约时报报道指出，2018年6月，联华电子办公室受到警方突击检查，可能获取了关于商业间谍的相关证据。
2018年11月1日，美国司法部正式起诉晋华集成电路以及台湾的联华电子公司（聯電），指控他们共谋从美国半导体巨头美光科技公司窃取商业机密。
2019年1月，晋华集成电路表示該公司已經向旧金山的联邦地区法院提出无罪抗辩，并准备正式提交要求移出美国商务部实体清单的申诉。
2020年6月，台中地方法院判决聯電有罪，聯電提起上诉。2020年10月，聯電与美國司法部宣布达成和解，联电承认侵害一项营业秘密，同意支付美国政府罚金6000万美元，并将在三年缓刑期内与美国司法部合作。。2021年1月，联华电子与美光科技宣布就一系列诉讼达成全球和解协议，将撤销相关民事诉讼。
2023年12月，晋华集成电路与美光科技达成全球和解，美光科技发言人当时表示，“双方将在全球范围内撤回各自的诉讼，结束涉及双方之间的所有法律程序”。
2024年2月27日，美国旧金山地区法官马克辛·切斯尼（Maxine Chesney）在非陪审团的审判中，对“晋华集成电路盗窃美光科技专利技术”控诉中判决晋华集成电路无罪，认为检察官未能提出足够证据进行指控。